# Niccolò Maria Lercari

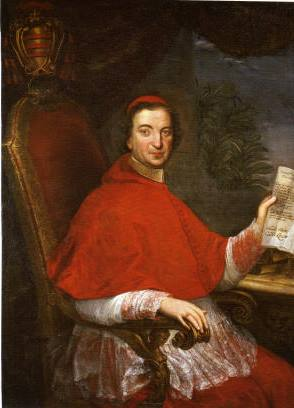
Kardinalstaatssekretär Niccolò Maria Lercari (Gemälde eines unbekannten Meisters, 18. Jhd.)

Niccolò Maria Lercari (* 9. November 1675 in Taggia; † 21. März 1757 in Rom) war ein italienischer Geistlicher, Bischof und Kurienkardinal.

## Leben
Niccolò Maria Lercari war ein Spross der Adelsfamilie Lercari, die ursprünglich aus Genua stammte. Sein Vater war Giovanni Tommaso Lercari und sein Cousin war Giovanni Lercari, Erzbischof von Genua.
1686 wurde er zum Studium nach Rom geschickt, wo er die Universität La Sapienza besuchte und am 22. September 1696 den Doktortitel in utroque iure erhielt.
Er wurde 1699 zum Referenten des Obersten Gerichtshofs der Apostolischen Signatur ernannt und war vom 13. April 1701 bis 1704 Gouverneur von Todi.
Am 7. Dezember 1704 wurde er zum Priester geweiht und war vom 16. Januar 1705 bis Ende 1707 Gouverneur von Benevent. Wegen seiner Integrität und Frömmigkeit erlangte er die Wertschätzung von Kardinal Vincenzo Maria Orsini, dem Erzbischof von Benevent und späteren Papst Benedikt XIII., und aufgrund dessen Einflusses wurde er vom 9. Januar 1708 bis September 1710 zum Gouverneur von Camerino ernannt. Anschließend war er vom 26. Juli 1711 bis Mai 1714 Gouverneur von Ancona, ab dem 19. Mai desselben Jahres wurde er Gouverneur von Civitavecchia und Tolfa und blieb bis April 1717 im Amt. Seit dem 26. April 1717 Gouverneur von Perugia, wurde er später Sprecher der Sacra Consulta und Richter am Obersten Gerichtshof der Apostolischen Signatur sowie Kanoniker und Dekan des Kapitels der päpstlichen Basilika San Giovanni in Laterano.
Am 29. Mai 1724 wurde sein Förderer zum Papst gewählt und gab sich den Papstnamen Benedikt XIII. Ab 7. Juni 1724 war er Praepositus sacri cubiculi (Präfekt der Kammerherren) Seiner Heiligkeit. Am 12. Juni 1724 folgte die Ernennung zum Titularerzbischof von Nazianz. Der Papst spendete ihm am 18. Juni 1724 in der Kapelle San Pio im Vatikan die Bischofsweihe; Mitkonsekratoren waren Camillo Cybo, Titularpatriarch von Konstantinopel, und Prospero Marefoschi, Titularerzbischof von Caesarea in Cappadocia. Am 14. Juni 1726 zum Staatssekretär ernannt, blieb er – seit seiner Kardinalserhebung Kardinalstaatssekretär des Kirchenstaates geworden – bis zum 21. Februar 1730 im Amt.
Im Konsistorium vom 9. Dezember 1726 kreierte Benedikt XIII. Lercari zum Kardinal, worauf dieser als Kardinalpriester am 16. Dezember 1726 die Titelkirche Santi Giovanni e Paolo erhielt. Am 30. September 1727 wurde er zum Protektor der Regularkanoniker vom Lateran ernannt. Er nahm am Konklave von 1730 teil, das Papst Clemens XII. wählte. Vom 27. Juli 1739 bis zum 8. Juni 1744 war er Vizelegat von Avignon und nahm wiederum am Konklave von 1740 teil, in dem Papst Benedikt XIV. gewählt wurde. Am 11. März 1743 optierte er auf die Titelkirche San Pietro in Vincoli.
Kardinal Lercari starb am 21. März 1757 um 2:00 Uhr morgens in seinem Palast im Campo Marzio in Rom. Sein Leichnam wurde in seiner Titelkirche San Pietro in Vincoli aufgebahrt und dort beigesetzt. Sein Cousin, Erzbischof Lercari von Genua, errichtete zu seinem Andenken in der Familienkapelle im Presbyterium der Basilika San Giovanni in Laterano in Rom ein prächtiges Denkmal, in dem noch heute eine Statue des Kardinals Niccolò Maria Lercari zu sehen ist. Er hinterließ den Palast, den er in Albano als Residenz für die Bischöfe dieses Bischofssitzes hatte erbauen lassen.